# لاوسیگ
لاوسیگ (به آلمانی: Laußig) یک شهر در آلمان است که در نوردزاکسن واقع شده‌است. لاوسیگ ۴٬۴۴۵ نفر جمعیت دارد.